# ISO/IEC JTC 1/SC 41
ISO/IEC JTC 1/SC 41, Internet věcí (IoT) a digitální dvojče je normalizační subkomise Společné technické komise ISO/IEC JTC 1, ISO (Mezinárodní organizace pro normalizaci) a IEC (Mezinárodní elektrotechnická komise). Cílem SC 41 je zaměření na normalizaci zájmů JTC 1 v oblasti internetu věcí a digitálních dvojčat.

## Normy publikované SC 41 a zavedené do soustavy ČSN:
- ČSN EN IEC 62872-2_ 2022, Měření, řízení a automatizace průmyslových procesů - Část 2: Internet věcí (IoT) - Aplikační rámec pro průmyslový požadavek na schopnosti managementu energetické odezvy

(Industrial-process measurement, control and automation - Part 2: Internet of Things (IoT) - Application framework for industrial facility demand response energy management) 
(převzetí vyhlášením)
- ČSN IEC 60050-741: 2022, Mezinárodní elektrotechnický slovník - Část 741: Internet věcí (IoT)

(International Electrotechnical Vocabulary (IEV) - Part 741: Internet of Things (IoT))
(převzetí originálu)
- ČSN ISO/IEC 20924: 2021, Internet věcí (IoT) - Slovník

(Internet of Things (IoT) - Vocabulary)
(převzetí překladem)
- ČSN ISO/IEC 20924: 2024, Internet věcí (loT) a digitální replika - Slovník

(Internet of Things (IoT) and digital twin - Vocabulary)
(převzetí překladem)
- ČSN ISO/IEC 30141: 2019, Internet věcí (IoT) - Referenční architektura

(Internet of Things (IoT) - Reference architecture)
(převzetí překladem)
- ČSN ISO/IEC 21823-1: 2020, Internet věci (IoT) - Interoperabilita systémů IoT - Část 1: Struktura

(Internet of Things (IoT) - Interoperability for iot systems - Part 1: Framework)
(převzetí překladem)
- ČSN ETSI EN 303 645 V2.1.1: 2021, CYBER - Kybernetická bezpečnost pro internet věcí spotřebitele: základní požadavky

(CYBER - Cyber Security for Consumer Internet of Things: Baseline Requirements)
(převzetí originálu)
- ČSN ETSI EN 303 645 V3.1.3: 2025, CYBER - Kybernetická bezpečnost pro internet věcí spotřebitele: Základní požadavky

(CYBER; Cyber Security for Consumer Internet of Things: Baseline Requirements)
(převzetí vyhlášením)
Aktuální seznam norem publikovaných SC 41 lze nalézt na webu . .

## Pracovní skupiny
- WG 3 Architektura IoT
- WG 4 Interoperabilita IoT
- WG 5 Aplikace IoT
- WG 6 Digitální dvojče

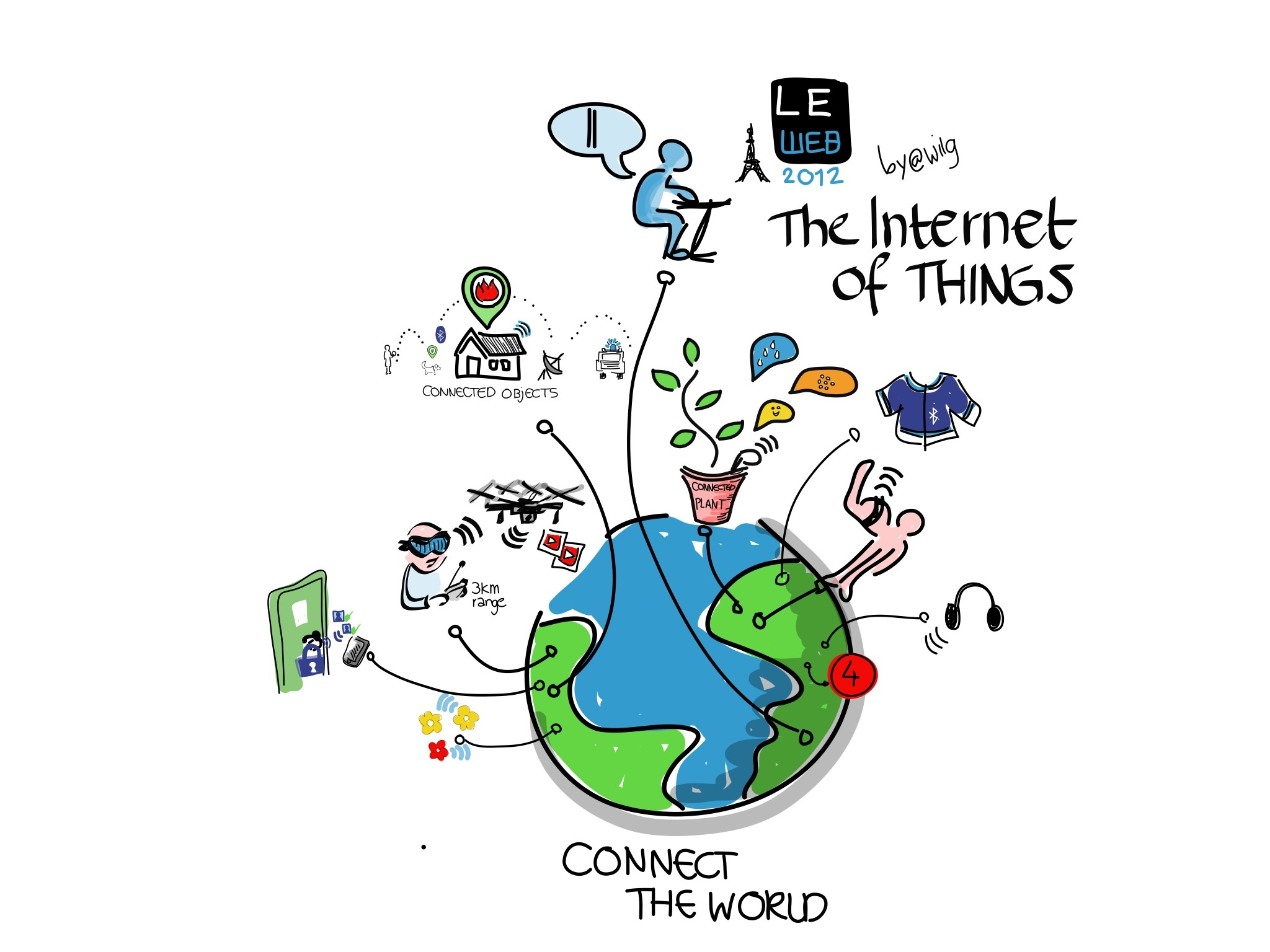
Internet (projených) věcí

- WG 7 Námořní a podvodní aplikace IoT a digitálních dvojčat

Aktuální seznam pracovních skupin SC 41 lze nalézt na webu ..

## Projekty
Tematika projektů rozpracovaných SC 42 zahrnuje např.:
- Internet of things (IoT) — Trustworthiness framework
- Internet of Things (IoT) - IoT for stress management, good health and well-being;

Aktuální projekty SC 41 lze nalézt na webu .